# 傑森·貝克
傑森·伊萊·貝克（英語：Jason Eli Becker，1969年7月22日—）是一名美國新古典主義重金属吉他演奏家、作曲家。目前一邊繼續從音樂創作活動一邊與肌萎缩性脊髓侧索硬化症搏鬥。

## 經歷

### 早年
傑森在16歲的時候，與好友馬蒂·弗里德曼组建雙主音樂團“Cacophony”，由邁克·沃爾尼擔任監製。Cacophony於1987年發行專輯《Speed Metal Symphony》，1988年發行《Go Off！》，1989年樂團解散，傑森開始他的個人創作計劃。他在1988年發行了首张個人專輯《Perpetual Burn》，隨後加入大衛·李·羅斯的樂團並一起錄製了一張專輯。

### 與病魔鬥爭
1990年，傑森的成功之路卻被隨後被確診的肌萎缩性脊髓侧索硬化症（路格瑞氏症）所阻止，他被認為僅剩3至5年的生命。1996年，傑森逐漸喪失了說話的能力，只能透過他的父親所創造的一套交流系统來與外界交流。
儘管傑森他的身體殘疾，他仍然繼續著音樂創作。他的好友也為他設計以一套音樂創作的電腦軟體，幫助他完成創作。2008發行了合集專輯《Collection》，包含了他最喜歡的歌曲和3首新歌。

## 紀錄片
2012年3月，紀錄片電影《搖滾不死：傑森·貝克傳奇（英語：Jason Becker：Not Dead Yet）》公開上映。由傑森·貝克和他的家人、親朋好友、相關及同行音樂人的專訪及共同錄製拍攝完成，描寫傑森踏入音樂界和經歷與病魔搏鬥的經過的個人傳奇故事。後製作成DVD在當地舉辦的電影祭公開榮獲聲譽。台灣於MOD的視納華仁紀實台播出。

## 專輯列表

### 個人
- Perpetual Burn（英语：Perpetual Burn）（1988年）
- Perspective（英语：Perspective (Jason_Becker_album)）（1996年）
- The Raspberry Jams（1999年）
- The Blackberry Jams'（2003年）
- Collection（英语：Collection (Jason_Becker_album)）（2008年）

### Cacophony時期
- Speed Metal Symphony（英语：Speed_Metal_Symphony）（1987年）
- Go Off！（英语：Go Off!）（1988年）

### 與David Lee Roth共同錄製
- A Little Ain't Enough（英语：A Little Ain't Enough）（1991年）

## 外部連結
- 傑森·貝克的官方網站（英文）
- 貝克的MySpace主頁 （页面存档备份，存于）（英文）
- 傑森·貝克的纪錄片電影官方網站 （页面存档备份，存于）（英文）
- 傑森·貝克的X（前Twitter）專頁（英文）